# Сіріус Б

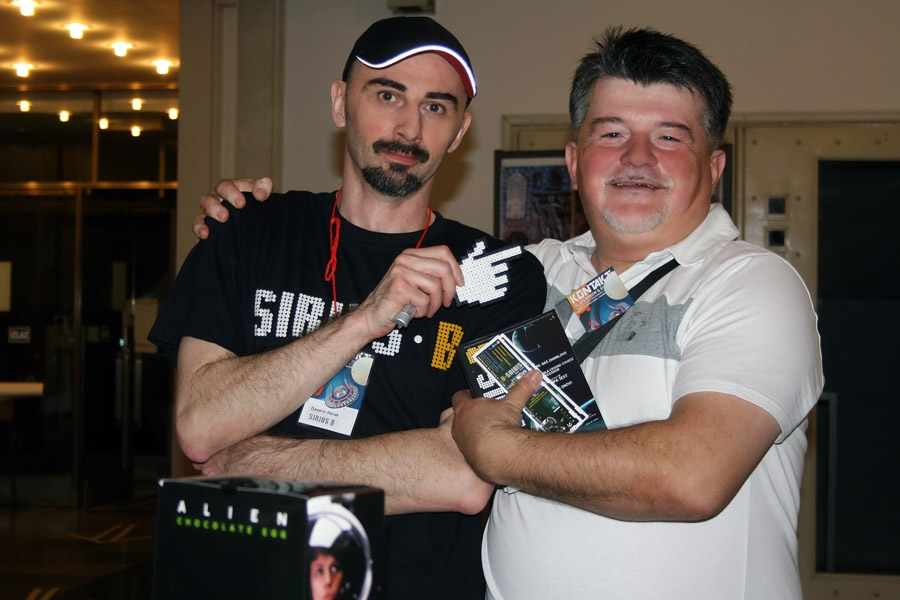
Головний редактор Даворін Хорак (ліворуч)

Сіріус Б (хорв. Sirius B) — хорватський двомісячний журнал наукової фантастики, фентезі та фантастики жахів, який видає в Загребі фірма «Hangar 7 d.o.o.». Головний редактор — Даворін Хорак. Перше число вийшло у вересні 2011 року. Нині розповсюджується за передплатою. 

## Опис
Журнал публікує вітчизняні та зарубіжні у перекладі хорватською мовою науково-фантастичні оповідання, новели та мініатюри. Він відкритий для всіх вітчизняних письменників, а також авторів із даного регіону. Кожен випуск часопису, крім слів редактора, публікує також колонку «Sirius Books» Здеслава Бензона про новинки книжкового ринку наукової фантастики, про культових, але призабутих письменників жанру. «Sirius B» має і окрему, специфічну рубрику, яка називається «оповідання з останньої сторінки». У ній друкуються дуже короткі розповіді, визначені кількістю символів, що вміщуються на одній сторінці. Максимальна кількість знаків із пробілами — 1500. Конкурс на «оповідання з останньої сторінки» постійно відкритий.
У дотеперішніх числах часопису друкувалися, зокрема, Гарлан Еллісон, Рейчел Свірскі, Тім Пратт, Паоло Бачігалупі, Волтер Міллер-молодший, Тед Чан і Р. А. Лафферті. Більшість оповідань відзначена однією з найбільш значущих премій у галузі наукової фантастики, як-от Неб'юла, Г'юго чи Локус. Журнал має також намір друкувати оповідання не тільки англосаксонського походження — у планах публікація творів деяких російських, українських, словенських і болгарських письменників.
На титульній сторінці, що має кольоровий та авторський характер, окрім заголовків оповідань, публікується і вибрана цитата осіб, знакових для наукової фантастики. З другого номера також оголошено конкурс цитат, який постійно відкритий, і кожен може надіслати свою думку щодо наукової фантастики, яку журі може відібрати та оприлюднити.

## Традиція та історія
«Сіріус Б» — непрямий продовжувач дуже популярного журналу наукової фантастики «Сіріус», який виходив із 1977 до 1989 року в тодішній Хорватії та в колишній Югославії загалом. Назва журналу «Сіріус Б» навіяна бажанням засновників та ініціаторів відродити славні часи «Сіріуса». Звідси схожий, впізнаваний логотип із крапками, що складають букви «Sirius B» та невеличке летюче блюдце-Сатурн, що відокремлює останню літеру слова «Sirius» від букви «B». Редакція прагне продовжити добру традицію публікувати коротку науково-фантастичну прозу — традицію, яку заклав «Сіріус», продовжила «Футура» і тепер естафету перейняв «Сіріус Б».